# Malay (Aklan)
Malay is een gemeente in de Filipijnse provincie Aklan in het noordwesten van het eiland Panay. Bij de laatste census in 2007 had de gemeente ruim 32 duizend inwoners. Het eiland Boracay dat onderdeel uitmaakt van de gemeente is met haar hagelwitte stranden een van de belangrijkste toeristische trekpleisters van de Filipijnen
In barangay Caticlan in deze gemeente ligt het vliegveld Godofredo P. Ramos Airport. Deze luchthaven wordt veel gebruikt door toeristen met bestemming Boracay.

## Geografie

### Bestuurlijke indeling
Malay is onderverdeeld in de volgende 17 barangays:
| - Argao - Balabag - Balusbus - Cabulihan - Caticlan - Cogon - Cubay Norte - Cubay Sur - Dumlog | - Manoc-Manoc - Naasug - Nabaoy - Napaan - Poblacion - San Viray - Yapak - Motag |

## Demografie
Malay had bij de census van 2007 een inwoneraantal van 32.110 mensen. Dit zijn 7.591 mensen (31,0%) meer dan bij de vorige census van 2000. De gemiddelde jaarlijkse groei komt daarmee uit op 3,79%, hetgeen hoger is dan het landelijk jaarlijks gemiddelde over deze periode (2,04%).